# Рочин

Стара емблема клубу

«Рочин» — аматорський футбольний клуб із міста Соснівки Львівської області, який виступає у Прем'єр-лізі Львівської області. Заснований 1964 року.
Найбільший успіх припадає на 2000 та 2001 роки, коли команду очолював Михайло Хавриляк, а президентом клубу був Павло Пилипчук. Саме тоді «Рочин» ставав чемпіоном Львівщини.

## Футбол у Соснівці
Попередні назви:
1964—1990 — «Шахтар»
1991—1993 — «Рочин»
1993—1995 — ФК «Шахта № 8»
1996—2002 — «Рочин»
2004—2005 — «Надія»
2006—2017 — «Гірник»
з 2017-го — «Рочин»
Міська футбольна команда у Соснівці з'явилася на початку шістдесятих років XX століття, коли розпочалось будівництво вугільних шахт. Протягом майже тридцяти років, від початку створення футбольної команди і до початку дев'яностих років, міським футболом Соснівки опікувалась Шахта № 9 Великомостівська, а з 1993 року фінансування команди перебрала на себе на деякий час Шахта № 8 Великомостівська, — після чого змінилась і назва команди на ФК «Шахта № 8».
У чемпіонаті області соснівські футболісти дебютували 1966 року у другій лізі. Кілька раз соснівський «Шахтар» пробував підвищитись в класі. Наприкінці шістдесятих та на початку сімдесятих років спроби були не вдалими, і тільки 1985 року, вперше вигравши чемпіонат області серед команд другої ліги, «Шахтар» отримав право дебютувати серед найкращих команд області. Провівши два невдалих сезони в першій лізі, соснівчани знову повернулися до другої ліги.
Перший рік незалежності українського футболу став переломним і для соснівського футболу: команда впевнено здобула путівку до першої ліги і одразу зайняла місце серед лідерів обласного футболу, фінішувавши в дебютному сезоні на четвертому місці, а наступного року виборола срібні медалі чемпіонату.
Зоряний час соснівського футболу припадає на початок двохтисячних років, коли команда двічі підряд перемагала в чемпіонаті області. Президентом клубу був Павло Пилипчук, а тренером Михайло Хавриляк. Але перед початком чемпіонату області 2003 року команда «Рочин» Соснівка об'єдналась з червоноградським «Шахтарем». Об'єднана команда стала називатись «Шахтар» Червоноград і всі провідні футболісти соснівської команди, разом з тренером перебралися до Червонограда. Соснівці знову довелось починати все спочатку. При шахті «Надія»(колишня Шахта № 9 Великомостівська) була відновлена команда, яка 2004 року стартувала у другій лізі області. 2006 року команду перейменовано на «Гірник». На початку 2017 року команді повернули назву «Рочин».

## Досягнення
— Володар Кубка України серед аматорів: 2015 року.
 — Чемпіон Львівської області: 2000, 2001 років.
 — Срібний призер чемпіонату Львівщини: 1993/94, 1998/99 та 2014 років.
 — Бронзовий призер чемпіонату Львівщини: 2002, 2013 років.
 — Володар Кубка області серед юнацьких команд: 2013 року.
 — Володар Кубка «Робітничої газети»: 2014 року.

## Поточний склад
Станом на 22 серпня 2016:
| 9  | ВР | Україна | Анатолій Коваленко |  |  |  |  |  |
| 19 | ВР | Україна | Максим Щур         |  |  |  |  |  |
|    |    |         |                    |  |  |  |  |  |
| 3  | ЗХ | Україна | Назар Бойко        |  |  |  |  |  |
| 4  | ЗХ | Україна | Роман Васюта       |  |  |  |  |  |
| 10 | ЗХ | Україна | Роман Кондюх       |  |  |  |  |  |
| 13 | ЗХ | Україна | Олександр Портянко |  |  |  |  |  |
| 14 | ЗХ | Україна | Юрій Сень          |  |  |  |  |  |
| 20 | ЗХ | Україна | Олег Яценко        |  |  |  |  |  |
|    |    |         |                    |  |  |  |  |  |
| 1  | ПЗ | Україна | Микола Богданов    |  |  |  |  |  |
| 6  | ПЗ | Україна | Олег Домальчук     |  |  |  |  |  |
| 11 | ПЗ | Україна | Іван Мацюра        |  |  |  |  |  |

| ?  | ПЗ | Україна | Олексій Найдишак    |  |  |  |  |  |
| 12 | ПЗ | Україна | Володимир Підкіпняк |  |  |  |  |  |
| 15 | ПЗ | Україна | Роман Танечник      |  |  |  |  |  |
| 16 | ПЗ | Україна | Богдан Хмизов       |  |  |  |  |  |
| 18 | ПЗ | Україна | Сергій Шафранський  |  |  |  |  |  |
|    |    |         |                     |  |  |  |  |  |
| 2  | НП | Україна | Олег Божик          |  |  |  |  |  |
| 5  | НП | Україна | Андрій Дева         |  |  |  |  |  |
| 7  | НП | Україна | Андрій Дронський    |  |  |  |  |  |
| 8  | НП | Україна | Павло Іванишин      |  |  |  |  |  |
| 17 | ПЗ | Україна | Назар Цьопка        |  |  |  |  |  |

## Статистика гравців у чемпіонаті області 2013
| Гравець                          | Дата народження, вік         | Ігор | Голів | Жовтих/ червоних карток | Хвилин на полі |
| -------------------------------- | ---------------------------- | ---- | ----- | ----------------------- | -------------- |
| Гузар Євген Михайлович           | 23 січня 1988 (37 років)     | 3    | 0     | —                       | 91             |
| Дева Андрій Андрійович           | 17 грудня 1980 (44 роки)     | 20   | 15    | 1                       | 1710           |
| Дерев'янкін Анатолій Євгенійович | 25 січня 1990 (35 років)     | 12   | 1     | —                       | 290            |
| Коваленко Анатолій Васильович    | 20 квітня 1982 (42 роки)     | 20   | 0     | —                       | 1753           |
| Коваль Юрій Ігорович             | 7 вересня 1979 (45 років)    | 6    | 0     | —                       | 322            |
| Когут Михайло Ігорович           | 15 листопада 1986 (38 років) | 19   | 3     | 3                       | 1492           |
| Куцяба Ярослав Степанович        | 12 квітня 1989 (35 років)    | 18   | 5     | 1                       | 1473           |
| Лящук Василь Васильович          | 12 січня 1977 (48 років)     | 14   | 0     | 5                       | 1041           |
| Махинька Олександр Дмитрович     | 2 жовтня 1984 (40 років)     | 20   | 2     | 2                       | 1214           |
| Мацюра Іван Григорович           | 18 березня 1980 (44 роки)    | 19   | 0     | 3                       | 1710           |
| Наумко Андрій Євгенович          | 3 травня 1990 (34 роки)      | 17   | 1     | 2                       | 1483           |
| Підкіпняк Володимир Ярославович  | 16 липня 1977 (47 років)     | 18   | 1     | 4                       | 1342           |
| Патращук Едуард Степанович       | 26 серпня 1984 (40 років)    | 1    | 0     | —                       | 8              |
| Позиняк Андрій Михайлович        | 13 липня 1980 (44 роки)      | 1    | 0     | —                       | 5              |
| Портянко Олександр Дмитрович     | 27 липня 1988 (36 років)     | 7    | 0     | 1                       | 584            |
| Рубінський Юрій Юрійович         | 4 травня 1990 (34 роки)      | 12   | 0     | 3                       | 331            |
| Сіанкам Емако Ернест             | 21 лютого 1981 (44 роки)     | 4    | 1     | 1                       | 223            |
| Семиряк Іван Миколайович         | 17 квітня 1986 (38 років)    | 19   | 0     | 2                       | 1544           |
| Сеньків Тарас Романович          | 30 травня 1990 (34 роки)     | 11   | 2     | 3                       | 753            |
| Смолинець Ігор Михайлович        | 22 березня 1975 (49 років)   | 6    | 0     | 1                       | 51             |
| Смолинець Олег Михайлович        | 9 травня 1977 (47 років)     | 6    | 0     | —                       | 137            |
| Чоба Василь Андрійович           | 2 січня 1990 (35 років)      | 14   | 0     | 2                       | 1215           |
| Чунис Олег Романович             | 3 листопада 1991 (33 роки)   | 8    | 1     | —                       | 238            |
|                                  |                              |      |       |                         |                |

Автоголи: Кудінов Юрій(«Карпати» Кам'янка-Бузька), Порох Віктор (ФК «Самбір»)

Головний тренер: Василь Гавалко
Граючий тренер: Володимир Підкіпняк
Начальник команди: Степан Винник
Адміністратор: Юрій Дорош

## Найвідоміші футболісти
Серед вихованців соснівського футболу найбільш відомим є Віктор Рафальчук.
У різні роки за соснівські команди грали колишні футболісти команд майстрів:
- Володимир Курівчак (СКА Львів)
- Юрій Данилів («Карпати» Львів)
- Дмитро Михайлов («Карпати» Львів, «Скала» Стрий).
- Андрій Грінер («Карпати» Львів, ЦСКА Київ, «Газовик» Комарно, «Рома» Балті)
- Тарас Павліш («Скала» Стрий, ФК «Львів», «Нива» Тернопіль)
- Роман Зуб («Зоря» Луганськ, «Динамо» Київ-дубль, «Карпати» Львів, «Лєгія» Варшава, «Волинь» Луцьк, «Зірка» Кіровоград)
- Павло Онисько («Карпати» Львів, «Ворскла» Полтава, «Іллічівець» Маріуполь, «Оболонь» Київ)
- Володимир Лакомський («Карпати» Львів, «Енергетик» Бурштин)
- Лев Сергєєв («Оболонь» Київ, «Чорноморець» Одеса, «Закарпаття» Ужгород)
- Андрій Панчук (ФК «Львів», «Десна» Чернігів)
- Олег Пштир («Волинь» Луцьк, «Газовик» Комарно)
- Андрій Дева («Поділля» Хмельницький, «Княжа» Щасливе)
- Олег Драган («Томашовія» Томашув Любельський)
- Тарас Кравець («Бофіка» Бердичів, «Гарай» Жовква, «Скала» Стрий, «Газовик» Комарно).